# Steckfeld (Verkabelung)
Ein Steckfeld, auch: Patchbay, ist in vielen Bereichen der kabelgebundenen Datenübertragung (etwa Ton-, Telefon- und  Videotechnik oder Rechnernetze)  ein technisches Gerät zur Vereinfachung von Verkabelungen, an dem in der Regel mehrere Geräte angeschlossen sind, deren Verbindungen komfortabel mittels kurzer Patchkabel über an der Frontseite angebrachte Buchsen hergestellt und verändert werden können.

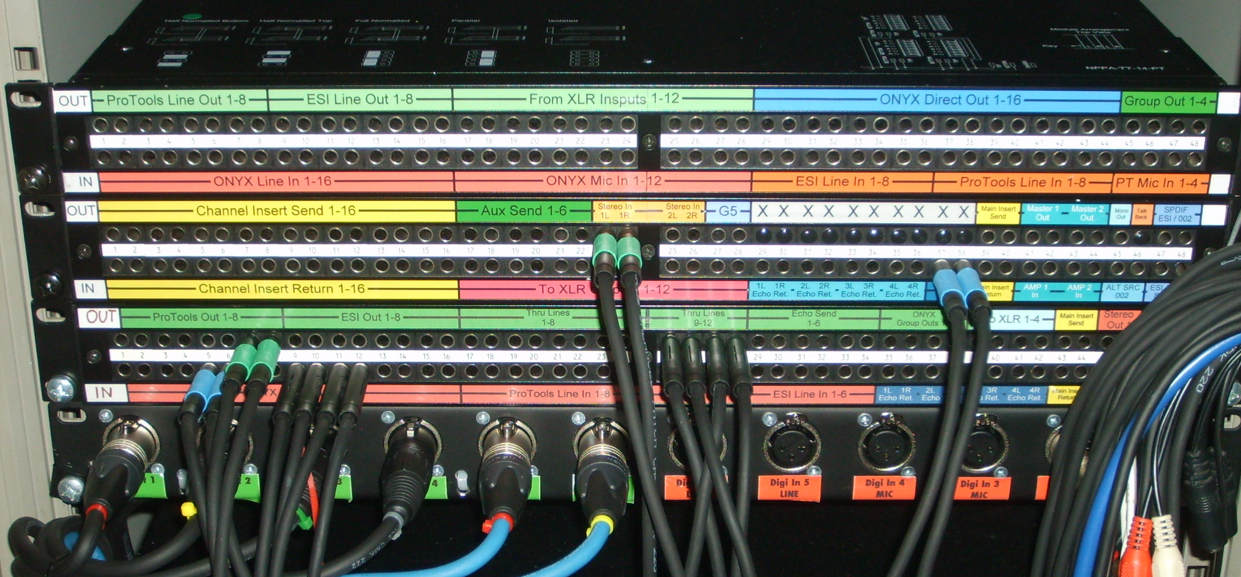
Steckfeld eines Tonaufnahmeplatzes mit Mikrofoneingängen („XLR Inputs“), Mischpult („ONYX“) und dessen Effektwegen („Channel Insert Send“/„Channel Insert Return“), Mehrspur-Audiohardware („Pro Tools“/„ESI“)

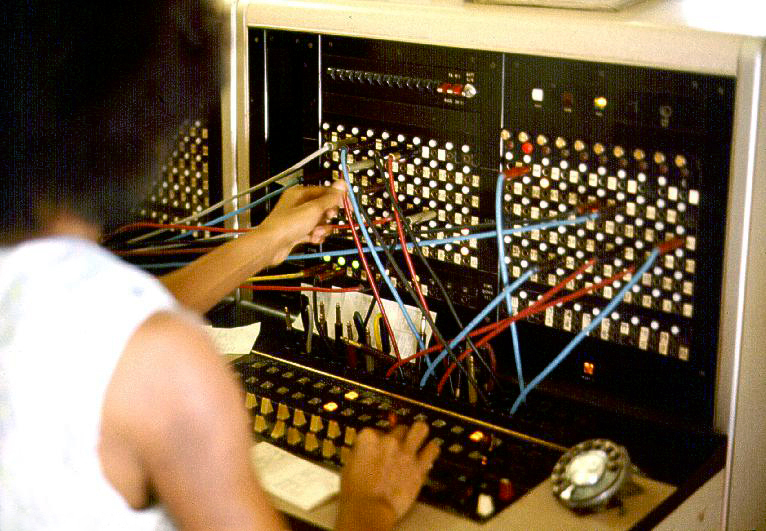
Steckfeld einer Telefonzentrale, 1975

Rückwärtige Anschlüsse mit Federklemmen

Während bei den funktional ähnlichen Kreuzschienen bzw. Koppelfeldern die Quellen und Ziele als Matrix angelegt sind und damit beliebig untereinander verschaltet werden können (n:m), kann bei Steckfeldern normal nur je eine Quelle einem Ziel zugeordnet werden (1:1).
Die rückwärtigen, im normalen Betrieb in der Regel nicht zugänglichen Anschlüsse der Steckfelder variieren – je nach gewünschter Signalqualität und Einfachheit der Umbelegung werden Steckverbindungen (einzeln oder Multicore), Federklemmen oder Lötfahnen verwendet.

## Anwendung
In den Anfangszeiten der Telefonie wurden Gespräche manuell von Telefonisten hergestellt, indem die Gesprächspartner über Steckkabel verbunden wurden. Die Operatoren konnten sich mit einer Hör-Sprech-Garnitur auch direkt am Steckfeld mit den Anschlüssen verbinden.
Im Audio- und Videobereich ermöglichen Steckfelder die flexible Verkabelung von Signalaus- und -eingängen, beispielsweise den Ausgängen eines Mischpultes mit einem Aufnahmegerät oder das Einschleifen von Effektgeräten. Darüber hinaus ist es möglich, Signale an verschiedenen Punkten abzuhören, etwa um Fehlerquellen zu identifizieren.
In der Haustechnik werden Steckfelder (dort meist als Rangierfeld bezeichnet) eingesetzt, um alle über einen größeren Bereich verteilten Endgeräte-Anschlüsse an einem zentralen Punkt verschalten zu können.

## Betriebsmodi
Um die Handhabung zu erleichtern und die Übersichtlichkeit zu erhöhen, können Steckfelder bestimmte Signalwege intern vorkonfiguriert haben, die auch ohne gesteckte Kabel verbunden sind. Sinnvoll ist dies etwa beim Mikrofoneingang eines Mischpultes, wo nach dem Mikrofon oft ein Vorverstärker (im Mischpult integriert oder extern), ein Equalizer und ein Kompressor hintereinander geschaltet sind. Dabei wird jeder Weg zwischen den einzelnen Geräten über ein Buchsenpaar des Steckfeldes geführt, der Ausgang des vorherigen Gerätes liegt üblicherweise oben, der Eingang des nächsten unten. Die Arten des Durchschleifens ist bei vielen Geräten vom Benutzer anpassbar, dies kann über Schalter, den Austausch einzelner Module oder Löten geschehen.

### (Voll-)normalisiert
Das Signal wird an einem normalisierten Buchsenpaar ohne gesteckte Kabel über eine interne Brücke vom Aus- zum Eingang durchgeschleift. Wird ein Stecker in eine der beiden Buchsen geführt, wird die Brücke dadurch unterbrochen.

### Halbnormalisiert
Auch die vorbelegte Verbindung eines halbnormalisierten Patch-Wegs ist geschlossen, solange kein Patch-Kabel eingesteckt ist. 
Die Verbindung wird allerdings nur durch eine der beiden Buchsen unterbrochen. 
So kann - je nachdem, ob Ein- oder Ausgang normalisiert wurde - entweder das Ausgangssignal zwei Mal abgegriffen werden oder ein zweites Signal in den Eingang geschickt werden.

### Parallele Patch Bay
Es besteht eine feste Verbindung im Patch-Weg, die 
durch eingesteckte Patch-Kabel nicht unterbrechbar ist. - So ist grundsätzlich eine parallele Abzweigung (Patch-Out) und zugleich eine Zusammenlegung (Patch-In) möglich, ohne dass die vorbelegte Normalisierung unterbrochen wird. - Es sind also keine Ersetzungen (Inserts) möglich, sondern allenfalls 50:50-Zumischungen durch Zusammenlegung.

### Offene (unnormalisierte) Patch Bay
Bei offener Konfiguration besteht zwischen den beiden Buchsen eines Patch-Weges kein vorbelegter Kontakt. - Jeglicher Signalfluss muss also über Patch-Kabel hergestellt sein.